# Albrecht Alcibiades van Brandenburg-Kulmbach
Albrecht II Alcibiades van Brandenburg-Kulmbach (Ansbach, 28 maart 1522 - Pforzheim, 8 januari 1557) was van 1527 tot 1554 markgraaf van Brandenburg-Kulmbach. Hij behoorde tot het huis Hohenzollern.

## Levensloop
Albrecht Alcibiades was de oudste zoon van markgraaf Casimir van Brandenburg-Kulmbach en Susanna van Beieren, dochter van hertog Albrecht IV van Beieren. Zijn bijnaam verwees naar de Atheense staatsman Alcibiades, die een cruciale rol speelde in de Peloponnesische Oorlog. 
Na zijn dood van zijn vader in 1527 werd Albrecht op vijfjarige leeftijd markgraaf van Brandenburg-Kulmbach. Wegens zijn minderjarigheid werd hij onder het regentschap van zijn oom George van Brandenburg-Ansbach geplaatst. Hij kreeg een lutheraanse opvoeding, maar stelde zich in religieuze kwesties eerder neutraal op. In 1541 begon hij zelfstandig te regeren. Nadat zijn oom George I in 1543 stierf, wilde Albrecht het regentschap van diens zoon George Frederik I, maar dit mislukte wegens de politieke tegenstand van de Raad van Brandenburg-Ansbach.
Al op jonge leeftijd ging Albrecht in de militaire dienst van keizer Karel V. In de strijd van Karel V tegen koning Frans I van Frankrijk voerde Albrecht 400 ruiters aan. Het was tijdens deze strijd dat hij bevriend raakte met hertog Maurits van Saksen.
Hoewel hij protestant was, vocht Albrecht tijdens de Schmalkaldische Oorlog aan de zijde van keizer Karel V. Samen met Maurits van Saksen viel hij het keurvorstendom Saksen binnen, dat onder leiding stond van Maurits' neef Johan Frederik I. In maart 1547 werd hij nabij Rochlitz gevangengenomen door de troepen van Johan Frederik I, waarna Albrecht tot het einde van de oorlog gevangenzat: eerst in de burcht van Leichtenburg in Seitenroda, daarna in Kahla. De Slag bij Mühlberg betekende de beslissende overwinning van de keizerlijke troepen in de Schmalkaldische Oorlog. Terwijl Maurits van Saksen beloond werd met de titel van keurvorst, kreeg Albrecht enkel het ambt en het slot van Königsberg kreeg toegewezen.
Albrecht distantieerde zich vervolgens van de keizer en samen met Maurits van Saksen smeedde hij geheime plannen die in 1552 tot de Vorstenopstand leidden. Maurits kon koning Hendrik II van Frankrijk met het Verdrag van Chambord overtuigen om zich aan te sluiten bij het bondgenootschap. De Vorstenopstand slaagde, waarna in augustus 1552 het Verdrag van Passau gesloten werd waarin het protestantisme werd erkend. 
Albrecht bleef echter oorlogshandelingen voeren, wat leidde tot de Tweede Markgravenoorlog. Naast het bestrijden van het katholicisme, dat door de plunderingen en brandschattingen van klooster zeer lucratief was, wilde hij zijn invloed in Franken vergroten. Albrecht droomde namelijk van een hertogdom Franken dat enkel door het huis Hohenzollern bestuurd werd.
De oorlogshandelingen richtten zich eerst op zijn nabije buurstaten. Hij belegerde de Rijksstad Neurenberg en verwoestte de omliggende gebieden. Ondanks de onsuccesvolle belegering dwong hij Neurenberg tot hoge betalingen. Daarna belegerde en bezette hij Forchheim. Ook het prinsbisdom Würzburg en het prinsbisdom Bamberg dwong hij tot hoge betalingen en tot het afstaan van aanzienlijke grondgebieden. Keizer Karel V erkende de verdragen van Albrecht niet en legde hem de Rijksban op. 
Tevens voerde Albrecht vetes tegen de Rijksstad Schweinfurt, het aartsbisdom Mainz en het aartsbisdom Trier. Van de bisschop van Speyer eiste hij een brandschatting van 150.000 gulden. Nadat dit hem geweigerd werd, verwoestte hij de burcht Madenburg en het Slot van Hambach. 
In 1553 stond hij in de Slag bij Sievershausen tegenover een bondgenootschap van Duitse vorsten, onder het opperbevel van keurvorst Maurits van Saksen. Maurits stierf na de veldslag aan de gevolgen van zijn verwondingen. Albrechts domeinen in Franken werden aangevallen en Bayreuth, Hof en Kulmbach gingen in 1553 in vlammen op. Zijn residentie, de burcht van Plassenburg, werd tot in juni 1554 belegerd en uiteindelijk veroverd en verwoest.
Albrecht, die zich in Schweinfurt ophield, werd opnieuw onder de Rijksban geplaatst en bij zijn uittocht uit de stad in juni 1554 kwam het tot de laatste Slag bij Schwarzach. Hij vluchtte naar Frankrijk, van waaruit hij zich tevergeefs met de onderhandelingen bemoeide. De laatste drie jaar van zijn leven verbleef hij aan het hof van zijn zus Cunigonde, die gehuwd was met markgraaf Karel II van Baden-Durlach. Het markgraafschap Brandenburg-Kulmbach ging na een overgang van keizerlijk bestuur over naar markgraaf George Frederik I van Brandenburg-Ansbach.
In januari 1557 stierf hij op 34-jarige leeftijd, ongehuwd en kinderloos. Albrecht werd bijgezet in het klooster St. Michael in Pforzheim.